# Місто (роман Кліффорда Сімака)
«Місто» (англ. City) — науково-фантастичний роман Кліффорда Дональда Сімака. Твір створено у вигляді восьми оповідань, що друкувалися з 1944 по 1951 роки. До кожного оповідання є короткі "зауваги", які допомагають об'єднати їх в одну історію. 1973 року Сімак написав дев'яте оповідання «Епілог», яке доповнило історію.
В романі розказується про майбутнє Землі і людства протягом тисячі років. За цей період людство відмовляється від міст, подорожує в космосі, розробляє штучний інтелект, а також робить генетичні модифікації. З часом всі люди зникають з Землі, перетворившись на «стрибунців» — жителів Юпітера. На Землі залишаються тільки роботи, розумні пси, а також мурахи. Пси відкрили доступ до паралельних світів, куди і вирушили з часом, тікаючи від мурах. Роботи будують космічні кораблі і теж вирушають в космос, а тих хто залишився перепрограмовують мурахи, і згодом вони зношуються. В кінці на планеті залишається тільки робот Дженкінс і мурахи. Весь роман пов'язаний з родиною Вебстерів, які мали відношення до більшості відкриттів майбутнього, і також створили Дженкінса.
Роман виграв міжнародну премію фантастики в 1953.

## Анотація
Роман К. Сімака «Місто» ось уже півстоліття вважається класикою «м’якої» НФ. Він поділений на вісім легенд, що їх розповідають Пси, «коли яскраво розгорається полум’я, а з півночі налітають холодні вітри». Одразу ж слід застерегти, що це печальний твір, бо йдеться в ньому про смерть «Міста» як такого, про кінець людської раси, що добровільно обрала юпітеріанський рай, полишивши Землю для розвою цивілізацій Мурах і Псів. Але це печаль світла, допоки «живе» ще робот Дженкінс як пам’ять і пам’ятник зниклого людства.

## Сюжет
Започатковане псами Братерство Життя, що складається із усіх біологічних видів, давно відмовилося від м'ясоїдства і будь-яких форм убивства. Тварини широко розселилися по безлічі паралельних світів, проте деякі зі світів ще за прадавніх часів були перетворені на планети-мурашники, які захоплені мурахами, що стали на шлях технологічного прогресу.
Серед псів з покоління в покоління передається цикл із восьми легенд, що дійшли із сивої давнини. Кожна з легенд розповідає про абсурдні речі, які явно є вигаданими. Наприклад «Місто», «Війна», «Планета», «Людина». Але в кожній вигадці є доля правди, тому дослідники серед псів досі намагаються зрозуміти, що ж з усього правда. При цьому думки вчених розділились, дехто вважає, що легенди  вигадані, є ті, що вважають що легенди дійсно древні і їх значення значно викривились за тисячоліття, але є і невелика група псів що вірить в правдивість легенд.
Легенди із циклу розповідають про людину, легендарне створіння, якого вже давно немає на Землі. Особливо виділяється одна із людських родин, Вебстери, так, що поняття людина ототожнюється з поняттям Вебстер. Родині Вебстерів належить робот Дженкінс, що служив їм впродовж довгих тисячоліть, а тому сприймається як один із них. Вебстери прямо чи опосередковано стояли при більшості великих змін в історії, зокрема за легендами саме вони створили псів такими як вони зараз є.

#### 1 Місто
КоментарЛегенда з найнезрозумілішим ходом думки і концепціями «Місто» та «Війна», які вочевидь є імпровізацією автора або сатирою.
Перша легенда розповідає про занепад людських міст. Через розвиток транспорту подорожі стали дуже дешевими і швидкими, тому люди отримали змогу жити далеко від місць роботи. Гідропоніка своєю чергою позбавила в необхідності використовувати землю для господарства. Загалом рівень життя значно підвищився, люди почали працювати менше і більше займатись творчістю. В оповіданні розказується про один епізод з життя мешканців майже безлюдного району міста — більшість жителів давно виїхали. Їхні порожні будинки зайняли різні бродяги, багато з яких не встигли адаптуватись до нових реалій. Через це влада міста вирішила провести зачистку району, але справжні мешканці почали противитись. Одним з останніх мешканців був Джон Дж. Вебстер, який намагався пояснити чому сама ідея "міста" і контролю вже не має значення. Хоча влада і не послухала його, зачистка скасувалась, оскільки інший мешканець Ґремп Стівенс викупив цілий район і оголосив його своєю приватною власністю.

#### 2 Притулок
КоментарВ легенді є зрозумілий Псам персонаж — робот. Твердження, що робот — спадок ери «Людини», є літературним прийомом автора, оскільки, загальновідомо, що тільки Пси з їх інтелектом могли створити роботів.
В другій легенді розповідається про 2117 рік в якому жив Джером А. Вебстер, один з дослідників фізіології марсіан. На похорон його батька прийшло зовсім мало людей, що пов'язано з поширеною агорафобією людей в цей час. Люди спілкуються здебільшого на відстані, а в повсякденному житті використовують роботів. Зокрема в сім'ї Вебстерів з'явився робот Дженкінс — основний співрозмовник Джерома. В молодості Джером був на Марсі, де і проводив свої наукові дослідження, там він познайомився з марсіанином Джувейном. Джувейн дзвонить Джерому розказуючи, що вигадав спосіб передати марсіанську філософію людям, якою планує поділитись. Через деякий час Джером дізнається що Джувейн серйозно хворий, і тільки він може врятувати його, але через свою агорафобію не зміг полетіти на Марс. Таким чином філософія марсіан була втрачена.

#### 3 Перепис
КоментарПерша легенда в якій згадуються Пси. Ідея що Пси, є модифікації іншої раси, вочевидь, не може належати Псу.
Розповідь ведеться від імені Річарда Ґранта, переписувача людей, який працює на Світовий Комітет. В своїх подорожах він натикається на Натаніеля — генетично модифікованого пса, який може говорити і належить Томасу Вебстеру. Томас живе в будинку своїх предків, де їх все ще обслуговує робот Дженкінс. Але головним завданням Річарда є не перепис звичайних людей, а пошуки мутантів. Він дізнається, що один з мутантів дійсно живе десь поруч і щось дивне робить з мурашником в лісі. Річард його знаходить і пропонує прочитати незавершену філософію Джувейна. Мутант Джо переглядає твір, і каже що розуміє про що там пишуть, але ділитись своїм розумінням не буде.

#### 4 Дезертирство
КоментарЮпітер — один із світів, в який можна потрапити через «Космос». Наука заперечує існування таких світів. Якби це був один із паралельних світів, то він вже давно був би виявлений.
Четверта легенда розповідає про Кента Фаулера — голови купела номер 3 Комісії з вивчення Юпітера. Він відповідає за експерименти над конвертуванням людей в "стрибунців" — жителів Юпітера. Поки що всі експерименти провалилися, бо хоча розум людей успішно переносився в тіла "стрибунців", але жоден з таким чином перетворених учасників експерименту не повернувся на базу. Тому Кент вирішує сам перетворитися на "стрибунця" разом зі своїм псом Тарзаном. Перетворившись на "стрибунця" він розуміє чому ніхто не повернувся, адже тіло "стрибунця" надає набагато більше можливостей для розуму людини і живе тисячі років, але попри все Кент повертається розуміючи про втрачені можливості.

#### 5 Рай
КоментарВідсутність чіткої цілі у «Людини» наведе читачів на думку, що це  вигаданий персонаж, введений для уособлення всього, що не притаманно Псам.
П'ята легенда є прямим продовженням четвертої, Кент Фаулер перетворився з юпітеріанського "стрибунця" назад в людину. Люди живуть мирно, відправляють експерименти до Альфа-Центаври, також намагаються пристосуватись до життя на Плутоні. Він розказує про переваги життя "стрибунцем", але Тайлер Вебстер не дозволяє йому повідомити про це громадськості, бо боїться що всі захочуть стати стибунцями і людство зникне. В цей ж час до Вебстера приходить мутант Джо і розказує про філософію Джувейна, яка полягає в можливості мирного співіснування людей і всього живого, і найкраще б могла втілитись якраз, якби люди були в вигляді "стрибунців". Тайлер розуміє, що мутанти просто хочуть всю Землю собі, і краще все ж не розказувати людям про юпітеріанське життя, і планує переконати в цьому Фаулера.

#### 6 Хобі
КоментарЯкби «Людина» існувала, чи досягла б вона з часом такої величі як Пси?
На Землі майже не залишилось людей, останнє велике об'єднання людей включно з Джоном Вебстером живе в Женеві. Вони повністю забезпечені всім необхідним для життя, і займаються тільки тим чим їм подобається займатись. Джон вивчає древні механізми захисту міста, а його син взявши з собою лук і стріли почав жити в лісах поза містом. Вебстер усвідомивши що людство деградувало, вирішує закрити Женеву непроникним захисним куполом, щоб дати іншим видам шанс. Сам він вирішує впасти в анабіоз на невизначений час. В цей ж час робот Дженкінс, що продовжує жити в родовому маєтку Вебстерів, розробляє роботів прислужників для псів, самі пси в цей час намагаються подружитись з дикими тваринами і в них це майже виходить.

#### 7 Езоп
КоментарВ цій легенді «Людина» остаточно забуута Псами. Ця легенда не дає відповіді на питання: чи існувала «Людина» взагалі?
В царстві тварин пси поширили психологію мирного співіснування, ніхто нікого не вбиває. З людей залишились лише одиниці, і тепер їх навіть не називають людьми, а використовують загальну назву "вебстери". Пси навіть забули, що колись вони служили людям, а старий робот Дженкінс на прохання останніх з Вебстерів не розказує їм це. Проте в цьому мирному існуванні з'являється гоблін — істота з іншого виміру, що вбиває. Проте Пітер — один з "вебстерів" теж випадково вбиває вільшанку, змайструвавши лук. Пітер перемагає гобліна, проявивши вроджену людську жорстокість, і Дженкінс розуміє, що людям не місце в цьому мирному співіснуванні тварин. Він вчить останніх з людей, як вирушити до паралельних світів, з яких і з'явився гоблін, щоб вони жили там.

#### 8 Простий спосіб
КоментарЦя легенда є більш пізньою і можливо базується на історичних даних. Якщо закритий світ мурах і є світом походження Псів, то питання існування «Людини» та правдивості легенд так і залишиться не з'ясованим.
Мурахи почали перетворювати всю Землю на величезний мурашник, для цього вони навіть навчились перепрограмовувати роботів, щоб ті працювали на них. Інші роботи конструюють космічні кораблі, щоб покинути Землю. Дженкінс розуміє, що якщо мурахи будуть продовжувати розвивати свій мурашник, то місця для інших істот не лишиться. Він вирушає до Женеви, де будить з анабіозу Джона Вебстера, щоб дізнатись, як вони колись боролись з мурахами. Почувши, що люди їх травили, Дженкінс розуміє, що собаки не зможуть так, вони не знають хімії, а також це проти їхньої психології. Тому залишається один шлях — відправитись в інші світи.

#### 9 Епілог
На Землі залишився тільки Дженкінс і велетенський мурашник, який чомусь не захопив територію маєтку Вебстерів, хоча і перебуває дуже близько. Одного разу стіна мурашника падає і Дженкінс розуміє, що мурахи теж кудись зникли і він залишився єдиною мислячою істотою на планеті. Проте в цей ж день до нього опускається космічний корабель з роботами що колись покинули планету, і пропонують Дженкінсу летіти з ними до інших світів. Дженкінс погоджується.

## Створення і вплив

Обкладинка до першого видання роману «Місто» Кліффорд Д. Сімак. Gnome Press, 1952. Художник — Френк Келлі Фріс

Перше однойменне оповідання вийшло в 1944 році в травневому випуску «Astounding Science Fiction» під редакцією Джона Вуда Кемпбелла. 1944 року також вийшли друге і третю оповідання, в 1946 році було опубліковано оповідання «Рай» і «Хобі», в 1947 — «Езоп», а останнє восьме оповідання вийшло в 1951 році під назвою «Проблеми з мурахами» (англ. «Trouble With Ants...») в журналі «Fantastic Adventures». Як роман твір був опублікований в 1952 році видавництвом Gnome Press. В 1954 році видавництво Permabooks, випустило першу версію з заувагами до кожного оповідання. В 1971 році помер Джон Вуд Кемпбелл і Гаррі Гаррісон (який був редактором меморіального збірника) попросив Кліффорда Сімака написати ще одне оповідання, і в 1973 році вийшло завершаюче оповідання «Епілог».
Роман виграв міжнародну премію фантастики в 1953 році. Ентоні Бучер і Френсіс МакКомас відгукувались про роман, що це «найвищий рівень в науковій фантастиці» Деймон Найт в своїй рубриці в журналі Фентезі & Сайнс фікшн включив роман до десяти кращих романів 50-х років. Альгіс Будріс назвав роман «неймовірний приклад зібрання, яке благало бути зробленим».
Одну з сюжетних ліній: про витіснення з Землі людської цивілізації собачою — використав американський фантаст Вільям Тенн в оповіданні «Нульовий потенціал» (1951). Сюжетна лінія про «аватари» і переселення людей на Юпітер використана в сучасному популярному фільмі «Аватар».
Роман було перекладено на французьку (1952), іспанську (1957), німецьку (1958), японську (1960), данську (1965), португальську (1967), румунську (1970), італійську (1970), російську (1974), сербську (1977) і українську (2018) мови.

## Переклад українською мовою
Презентація першого українського перекладу роману відбулася на фестивалі Book Forum Lviv в 2018 році.
- Кліффорд Сімак. Місто. - Тернопіль: Навчальна книга - Богдан\Переклад Ю. Зеленої — 2018. - 304с. :іл. - (Серія «Горизонти фантастики») ISBN 978-966-10-5618-2